# Rivière Fournière
Pour les articles homonymes, voir Fournière.
La rivière Fournière est un affluent du lac Fournière, coulant dans la municipalité de Rivière-Héva, dans la municipalité régionale de comté (MRC) de La Vallée-de-l'Or, dans la région administrative du Abitibi-Témiscamingue, au Québec, au Canada.
La foresterie constitue la principale activité économique du secteur ; les activités récréotouristiques sont en second.
La surface de la rivière Fournière est généralement gelée de la mi-décembre à la mi-avril.

## Géographie

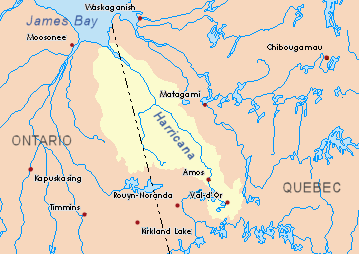
Bassin hydrographique de la rivière Harricana.

Les bassins versants voisins de la rivière Fournière sont :
- côté nord : ruisseau Mainville, lac Fournière, lac Malartic ;
- côté est : lac Fournière, lac Lemoine ;
- côté sud : lac Mourier, lac Lemoine ;
- côté ouest : ruisseau Donay, rivière Darlens, rivière Héva, Petite rivière Héva.

La rivière Fournière prend sa source à l'embouchure d'un petit lac non identifié dans la municipalité de Rivière-Héva. À partir de sa source, la rivière Fournière coule sur environ 27 km selon les segments suivants :
- 4,5 km vers le sud, jusqu'à un coude de rivière ;
- 3,6 km vers le sud-est, en contournant par le nord une zone de marais, jusqu'au ruisseau Fay (venant du nord) ;
- 6,2 km vers le sud-est, jusqu'à un ruisseau (venant du sud et drainant une zone de marais), soit jusqu'à la route du 4e rang ;
- 2,1 km vers le nord, jusqu'à un coude de rivière ;
- 4,5 km vers le nord-est, jusqu'à la route ? (sens nord-sud) ;
- 2,6 km vers l'est en traversant une zone de marais, jusqu'au ruisseau Mainville (venant du nord) ;
- 4,6 km vers le sud, puis vers l'est, en traversant une zone de marais, jusqu'à son embouchure[2].

La rivière Fournière se déverse en zone de marais sur la rive sud du lac Fournière. Cette embouchure est située à :
- 22,5 km au sud de la décharge de la rivière Harricana dans le lac Malartic ;
- 20,3 km au sud-est de l'embouchure du lac De Montigny ;
- 23,9 km au sud-est du centre-ville de Val-d'Or ;
- 6,6 km au sud-est de l'embouchure du Lac Fournière[2].

## Toponymie
Le toponyme rivière Fournière a été officialisé le 8 décembre 1968 à la Commission de toponymie du Québec.